# Gărnati
Gărnati (bulgariska: Гърнати) är ett distrikt i Bulgarien.   Det ligger i kommunen Obsjtina Nedelino och regionen Smoljan, i den södra delen av landet, 200 km sydost om huvudstaden Sofia.